# Maman Brigitte

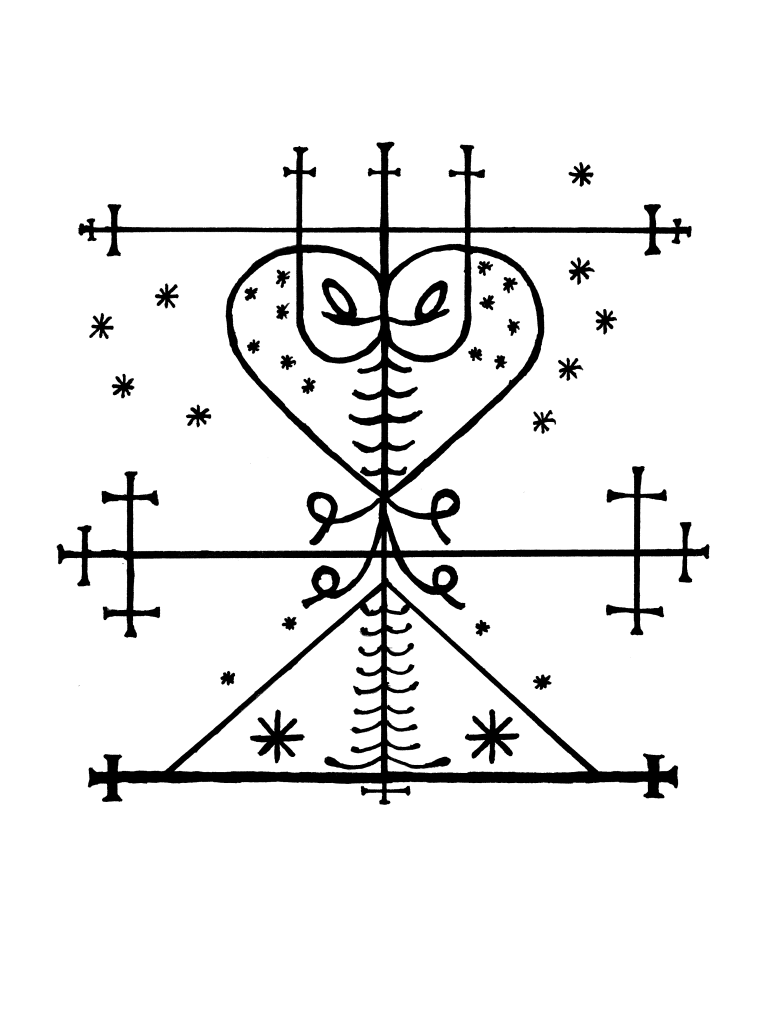
Veve pentru Maman Brigitte

În Vodou, Maman Brigitte (Grann Brigitte, Manman, Manman Brigit, Manman Brijit) este un spirit loa mort și soția lui Baron Samedi. Ea bea ardei iuți și este simbolizată printr-un cocoș negru. La fel ca Baron și Ghede, ea folosește un limbaj obscen.
Ea protejează mormintele din cimitire, dacă acestea sunt corect însemnate cu o cruce. Fiind un spirit loa din Lumea Nouă, Maman Brigitte poate fi, probabil, urmărită până la sfânta Brigida irlandeză. Cartea „The Complete Idiot's Guide To Voodoo” (Ghidul complet al idiotului pentru Voodoo) menționează că Maman Brigitte este unul dintre puținele spirite Loa care sunt de culoare albă. Maman Brigitte este blondă, cu ochii verzi și are pielea albă ca a europenilor. 

## Galerie de imagini

„Veve” pentru Vaudou Loa numit (Papa) Legba